# Арнавьель, Альбер
Альбер Арнавьель (фр. Albert Arnavielle; окс. Albert Arnavièla (Arnavièlha); 22 июля 1844, Алес (Франция) — 11 ноября 1927, Монпелье) — французский писатель

, поэт, журналист, политик. Писал как на французском, так и на окситанском языках.

## Биография
Политик. Был активистом-роялистом французского действия и близким другом Шарля Морраса.
Участник французского литературного движения фелибров, созданного с целью возрождения провансальской литературы.

## Избранные сочинения
- Lous Cants de l’aubo («Morning Songs»), Nîmes, J. Roumieux, 1868.
- Per Toulouso, au noum de Diéu («For Toulouse, in God’s name»), Alès, J. Martin, 1875.
- Lous Gorbs («The Baskets»), Montpellier, Hamelin et frères, 1880.
- Pouẽsìos dau troubaire-massou Matiéu Lacroix («Poems by the Troubadour and masseur named Matthieu Lacroix»), La Grand-Combe, D. Coronel, 1899.
- Las Raiolos («The Raviolis»), Montpellier, Éditions Languedociennes, 1932.